# Sint-Gerardus Majellakerk (Grasheide)

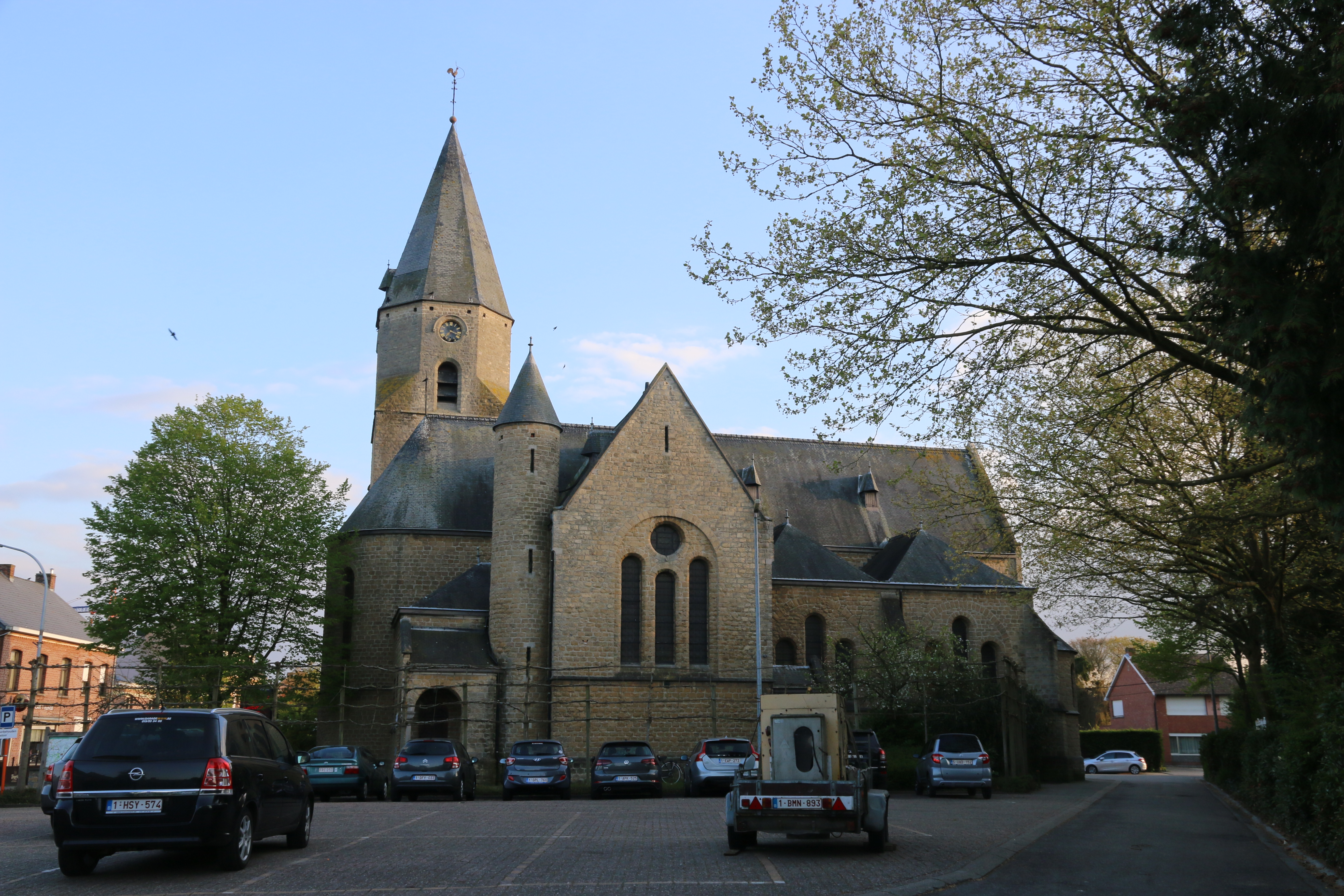
Sint-Gerardus Majellakerk

De Sint-Gerardus Majellakerk is de parochekerk van de tot de Antwerpse gemeente Putte behorende plaats Grasheide, gelegen aan de Meester van der Borghtstraat.
Nadat Grasheide in 1905 een zelfstandige parochie was geworden werd van 1908-1910 een kerk gebouwd naar ontwerp van Edward Careels.
Het is een bakstenen georiënteerde driebeukige kruiskerk met neoromaanse stijlelementen. De toren bevindt zich aan de zuidzijde van het koor. Deze heeft een vierkante onderbouw en een achtkante bovenbouw.
Het kerkmeubilair is 20e-eeuws. Het hoofdaltaar is van 1935.

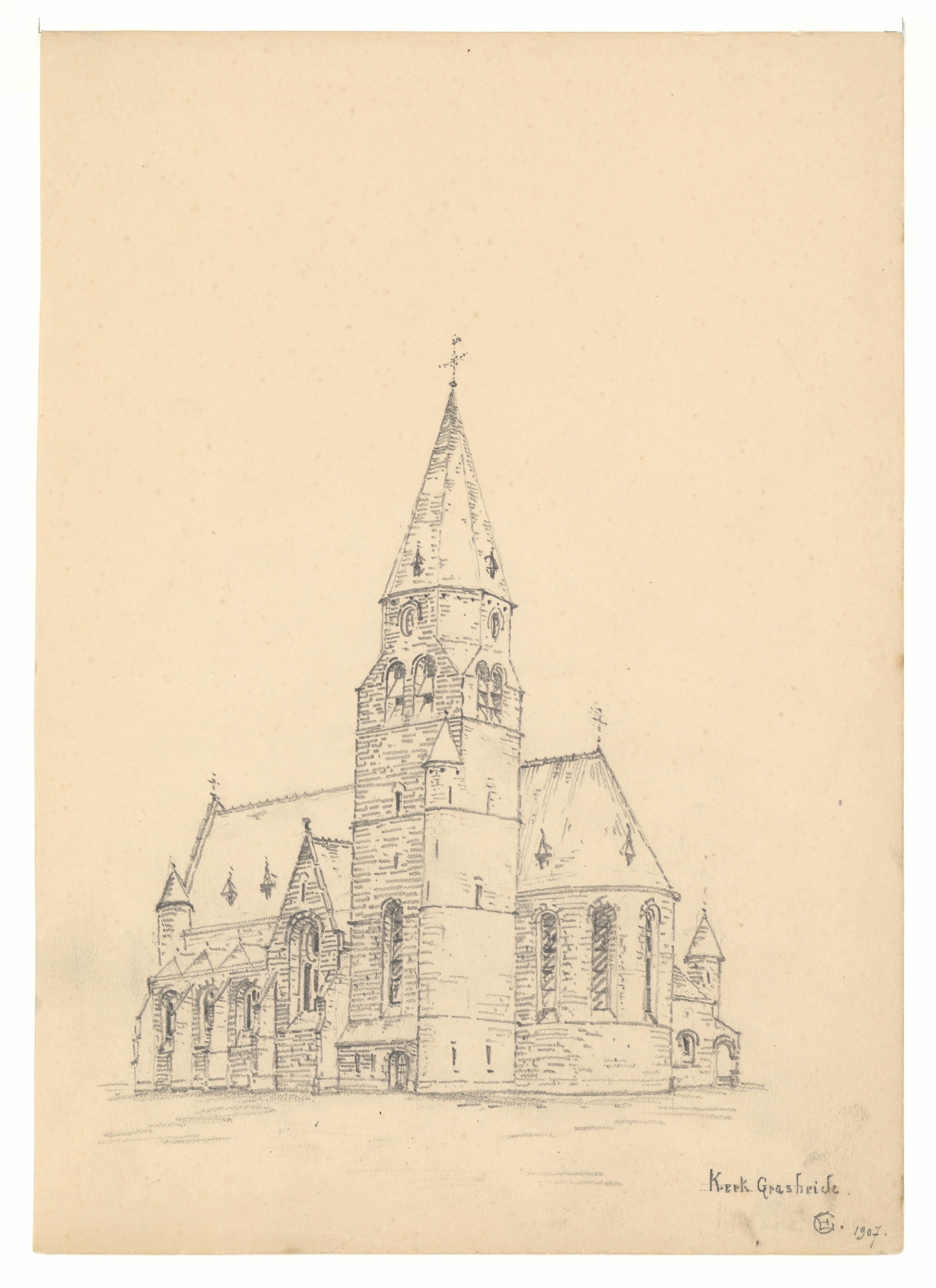
Tekening van de Sint-Gerardus Majellakerk door architect Edward Careels. Collectie VAi - Collectie Vlaamse Gemeenschap